# Lijst van hoogste gebouwen per land
Het volgende is een lijst van hoogste gebouwen per land waar alle hoogste gebouwen van elk land worden benoemd. De lijst bevat alleen afgemaakte of zo goed als afgemaakte gebouwen. 16 landen in de lijst hebben zeer hoge wolkenkrabbers (300 m en hoger). Veel landen hebben nieuwe gebouwen gebouwd in de jaren 2010, waarbij het oudste, hoogste gebouw van een land veranderd. De Sint-Pietersbasiliek in Vaticaanstad, die is het hoogste gebouw van Vaticaanstad sinds 1652.
| Land                  | Gebouw                      | Locatie            | Hoogte (m) | Verdiepingen | Bouwjaar | Mondiale rangschikking                                     |
| --------------------- | --------------------------- | ------------------ | ---------- | ------------ | -------- | ---------------------------------------------------------- |
| Afghanistan           | Azizi Toren                 | Kaboel             | 135        | 30           | 2014     |                                                            |
| Albanië               | Plaza Tirana                | Tirana             | 85         | 25           | 2012     |                                                            |
| Algerije              | Jemma Al-Djazaïr            | Algiers            | 270        | 37           | 2017     | Hoogste minaret van de wereld en hoogste gebouw van Afrika |
| Angola                | Sky Center Office Tower     | Luanda             | 119        | 25           | 2014     |                                                            |
| Argentinië            | Alvear Torre                | Buenos Aires       | 85         | 18           | 2012     |                                                            |
| Australië             | Q1                          | Gold Coast         | 220        | 60           | 2013     |                                                            |
| Azerbeidzjan          | Flame Towers                | Bakoe              | 182        | 36           | 2013     | Op 1258 na hoogste gebouw ter wereld                       |
| Bahama's              | Atlantis Paradise Island    | Paradise Island    | 93         | 23           | 1998     |                                                            |
| Bahrein               | Bahrain Financial Harbour   | Manama             | 260        | 53           | 2007     | Op 154 na hoogste gebouw ter wereld                        |
| België                | Zuidertoren                 | Brussel            | 148        | 38           | 1966     | Op 2986 na hoogste gebouw ter wereld                       |
| Bolivia               | Torre Girasoles             | La Paz             | 138        | 38           | 2012     | op 3559 na hoogste gebouw ter wereld                       |
| Bosnië en Herzegovina | Avaz Twist Tower            | Sarajevo           | 176        | 39           | 2008     | Op 3314 na hoogste gebouw ter wereld                       |
| Brazilië              | Millennium Palace           | Balneário Camboriú | 177        | 46           | 2014     |                                                            |
| Bulgarije             | Capital Fort                | Sofia              | 126        | 28           | 2015     |                                                            |
| Canada                | First Canadian Place        | Toronto            | 298        | 72           | 1975     | Op 104 na hoogste gebouw ter wereld                        |
| Chili                 | Gran Torre Santiago         | Santiago           | 300        | 64           | 2013     |                                                            |
| China                 | Shanghai Tower              | Shanghai           | 632        | 121          | 2014     | Op een na hoogste gebouw ter wereld                        |
| Colombia              | BD Bacatá                   | Bogota             | 240        | 67           | 2016     |                                                            |
| Cuba                  | FOCSA Building              | Havana             | 130        | 37           | 1956     |                                                            |
| Denemarken            | Herlevziekenhuis            | Herlev             | 120        | 25           | 1976     |                                                            |
| Duitsland             | Commerzbank Tower           | Frankfurt          | 259        | 56           | 1997     | Op 155 na hoogste gebouw ter wereld                        |
| Nederland             | De Zalmhaven                | Rotterdam          | 215        | 59           | 2021     |                                                            |
| Suriname              | Assuria Hermitage High-Rise | Paramaribo         | 56         | 10           | 2019     |                                                            |